# Synagoga w Skarżysku-Kamiennej
Synagoga w Skarżysku-Kamiennej – nieistniejąca obecnie synagoga znajdująca się w Skarżysku-Kamiennej przy ulicy Fabrycznej 17/19.
Synagoga została zbudowana w 1935 roku na miejscu starej bożnicy. W skład całego kompleksu oprócz sali modlitw wchodziły również dom rabina oraz mykwa. Murowany z cegły budynek synagogi wzniesiono na planie prostokąta, z piętrową salą modlitw, obok której znajdował się przedsionek z użytkowym poddaszem. Do czasów sprzed rozbiórki zachowały się elementy wystroju wnętrz, stolarki okiennej oraz oryginalny układ wnętrz.
Podczas II wojny światowej hitlerowcy zdewastowali synagogę. Po wojnie budynek synagogi spełniał funkcje biurowo-magazynowe, a następnie pozostawał opuszczony, przez co ulegał powolnemu niszczeniu oraz dewastacji. 
Synagogę wpisano do rejestru zabytków pod numerem 1114A w dniu 4 czerwca 1991 roku, lecz w drugiej połowie 2005 roku została z niego wykreślona. We wrześniu 2006 roku, na polecenie władz miejskich, ruiny synagogi zostały rozebrane, mimo że budynek dzięki odpowiednim działaniom mógł zostać odnowiony.